# North Northumberland League
De North Northumberland League is een Engelse regionale voetbalcompetitie die al meer dan 100 jaar bestaat en een van de oudste amateurcompetities van het land is.
Er zijn 3 divisies waarvan de hoogste zich bevindt op het 14de niveau in de Engelse voetbalpiramide. De kampioen kan promoveren naar de Northern Football Alliance. De teams komen uit het gebied tussen de rivieren Tweed en Wansbeck.
De clubs nemen deel aan de Northumberland FA Minor Cup en ook aan 6 andere bekercompetities die door de league georganiseerd worden: The Bilclough Cup, The Sanderson Cup, The Anderson Cup, The Runciman Cup, The Robson Cup en de Lancaster / Laidler Cup